# The Hours – Von Ewigkeit zu Ewigkeit
The Hours – Von Ewigkeit zu Ewigkeit von Stephen Daldry ist die Verfilmung aus dem Jahr 2002 des mit dem Pulitzer-Preis ausgezeichneten Romans Die Stunden (Originaltitel: The Hours) von Michael Cunningham.

## Handlung
Der Film verfolgt das Schicksal dreier Frauen aus verschiedenen Generationen, deren Leben in Bezug zu Virginia Woolfs Roman Mrs. Dalloway stehen. Dabei begleitet der Zuschauer die Protagonistinnen über jeweils einen Tag ihres Lebens, von morgens bis abends. So spielt der Film in drei Zeitebenen: 1923, 1951 und 2001, der damaligen Gegenwart. Er bedient sich des filmischen Mittels der Parallelmontage.
Die Zeitebene 1923 erzählt die Geschichte von Virginia Woolf, die mit ihrem Schriftstellergatten Leonard Woolf in der englischen Provinz lebt. Umsorgt von ihrer Familie und dem Arzt beginnt sie den Roman Mrs. Dalloway. 1951 bereitet Laura Brown mit ihrem kleinen Sohn den Geburtstag ihres Ehemanns Dan vor und liest ebendiesen Roman, der sie stark beeinflusst. In der Gegenwart bereitet Clarissa Vaughan eine Preisverleihungsparty für ihren an AIDS erkrankten Freund Richard Brown vor.
The Hours kann damit als eine moderne Version von Mrs. Dalloway angesehen werden. Vom Verfasser zum Leser, bis hin zur lebenden heutigen Version von Mrs. Dalloway: Clarissas Leben ist so sehr verbunden mit der Romanfigur Mrs. Dalloway, dass es erscheint, sie sei Mrs. Dalloway.

### Virginia Woolf
Virginia wacht eines Tages im Jahr 1923 morgens auf und hat eine Idee für ihren neuen Roman. Sie fängt an, Mrs. Dalloway zu schreiben. Ihre Arbeitsphasen zuvor waren stets geprägt von Phasen der Lethargie, Depression und von psychischen Störungen. Ihr Leben kommt ihr durch ihren Mann und die Ärzte fremdbestimmt vor. Sie fühlt sich gefangen und versucht, diese Gefühle in Mrs. Dalloway zu Papier zu bringen.
Im Jahr 1941 entschließt sie sich, im Fluss zu sterben. Dieser letzte Handlungsstrang bildet den Rahmen des gesamten Filmes.

### Laura Brown
Laura wacht im Jahr 1951 am Tag des Geburtstages ihres Mannes Dan auf und greift zu Mrs. Dalloway. Ebenso wie Virginia fühlt sie sich nicht als Herrin ihres Lebens. Sie liebt ihre Nachbarin, aber ihr wird klar, dass sie diese Gefühle niemals ausleben kann, solange sie in der Ehe mit Dan verbleibt. Sie schickt sich an, mit ihrem Sohn Richie einen Kuchen zu backen. Währenddessen plant sie ihren Suizid und fährt dafür in ein Hotel. Sie sieht sich jedoch nicht in der Lage, ihren Plan zu vollenden. Sie kehrt nach Hause zurück und macht Pläne für die Zukunft.

### Clarissa Vaughan
Clarissa arbeitet 2001 als Lektorin in New York City und lebt in einer Beziehung mit ihrer Freundin Sally. Sie beginnt den Tag mit dem Kauf von Blumen für die Party, die abends gegeben werden soll. Auch sie lebt in einem Gefängnis, das sie selbst durch ihre Bindung an Richard, ihre Jugendliebe, errichtet hat. Der Schriftsteller Richard – wie sich später herausstellt: der Sohn von Laura Brown –, der in seinem Roman seine Mutter sterben lässt, ist schwer an AIDS erkrankt und wird von Clarissa gepflegt. Er nennt sie Mrs. Dalloway und führt ihr damit vor Augen, dass ihr Leben ebenso trivial ist wie das der Romanfigur. Sie wartet immer noch darauf, dass sich die Vergangenheit mit ihm wiederholt, dass die Stunden gemeinsamen Glücks wiederkehren. Und er macht ihr klar, dass diese Erwartung es ihr unmöglich macht, mit Sally glücklich zu werden. Er möchte sie von ihm befreien, indem er sich selbst aus dem Fenster stürzt. Schließlich erhält Clarissa abends unerwartet Besuch. Laura Brown, 80 Jahre alt, steht vor der Tür. In einem Gespräch beschert sie Clarissa Einsichten, die es ihr ermöglichen, zu begreifen, dass ihr Leben ihr noch viele Stunden des Glücks bringen wird.
Der Film endet mit Virginias Gang in den Fluss und dem Schlusssatz ihres Briefes an ihren Mann: Auf ewig die Jahre zwischen uns. Auf ewig die Jahre. Auf ewig die Liebe. Auf ewig: die Stunden.

## Sonstiges
Nicole Kidman ist in diesem Film aufgrund ihrer Maske kaum noch zu erkennen, da sie sowohl eine Perücke als auch eine falsche Nase tragen musste, um der echten Virginia Woolf ähnlicher zu sehen.
Sie trug die Nase auch außerhalb der Filmstudios, um die Paparazzi zu täuschen, welche sie tatsächlich nicht erkannten.

## Synchronisation
Die Synchronarbeiten erfolgten im Studio Babelsberg. Marianne Groß schrieb das Dialogbuch und führte die Dialogregie.
| Rolle             | Schauspieler       | Synchronsprecher   |
| ----------------- | ------------------ | ------------------ |
| Virginia Woolf    | Nicole Kidman      | Petra Barthel      |
| Laura Brown       | Julianne Moore     | Katharina Lopinski |
| Clarissa Vaughan  | Meryl Streep       | Dagmar Dempe       |
| Leonard Woolf     | Stephen Dillane    | Benjamin Völz      |
| Vanessa Bell      | Miranda Richardson | Gertie Honeck      |
| Richard Brown     | Ed Harris          | Wolfgang Condrus   |
| Dan Brown         | John C. Reilly     | Detlef Bierstedt   |
| Kitty             | Toni Collette      | Traudel Haas       |
| Sally Lester      | Allison Janney     | Karin Buchholz     |
| Julia Vaughan     | Claire Danes       | Nana Spier         |
| Mrs. Latch        | Margo Martindale   | Regine Albrecht    |
| Louis Waters      | Jeff Daniels       | Peter Reinhardt    |
| Hotelangestellter | Colin Stinton      | Roland Hemmo       |

## Veröffentlichungen
Der Film kam am 27. Dezember 2002 in die US-amerikanischen Kinos und spielte dort bis Mai 2003 bei Besucherzahlen von über 6,7 Millionen etwa 41,5 Millionen US-Dollar ein. Es folgten Kinostarts in zahlreichen weiteren Ländern. Vor allem in Spanien, wo der Film am 21. Februar 2003 anlief, wurde The Hours – Von Ewigkeit zu Ewigkeit mit einem Einspielergebnis von über 6,3 Millionen US-Dollar und Besucherzahlen von etwa 1,4 Millionen zum kommerziellen Erfolg.
In den deutschen Kinos, wo ein Kinostart am 27. März 2003 erfolgte, wurde der Film etwa 810.000-mal gesehen.

## Kritiken
James Berardinelli schrieb auf ReelViews, der Film weise „grandiose Darstellungen“ und eine „komplexe Erzählstruktur“ auf. Er zeige drei Frauen, derer Schicksale der Roman Mrs. Dalloway verbinde, daher spreche er am stärksten jene Zuschauer an, die den Roman kennen. Berardinelli lobte besonders die Darstellung von Nicole Kidman, die man unter der Maske nicht erkennen könne; sie wirke „krank“, „anheimelnd“ und „irgendwie wahnsinnig“ („somewhat demented“). Ihre starke Darstellung überschatte jedoch nicht die Darstellungen von Julianne Moore und Meryl Streep, die „straff“ und „beherrscht“ spielen.
Blickpunkt:Film bezeichnet den Film als brillante Verfilmung mit einer hochkarätigen Besetzung, in der die Lebensläufe dreier aus unterschiedlichen zeitlichen Epochen stammender Frauen verknüpft werden. So „entstand ein melancholisches Drama, das durch große Klasse und außergewöhnliche Sorgfalt in der Realisierung ein designierter Oscar-Anwärter ist und zu den Höhepunkten des Berlinale-Wettbewerbs zählt.“
Das Lexikon des Internationalen Films schrieb: „Ein äußerst kunstvoll gestalteter und von überzeugenden Darstellerinnen getragener Film, der weibliche Pflichterfüllung und -verweigerung sowie das Kräfteverhältnis zwischen den Geschlechtern thematisiert. Dabei wird keine Episode schablonenhaft behandelt, vielmehr wird die grundlegende Problematik bis in die Nebenfiguren durchbuchstabiert.“

## Auszeichnungen
The Hours erhielt neun Oscarnominierungen, aber nur Nicole Kidman bekam den Oscar in der Kategorie „Beste Hauptdarstellerin“ für ihre Darstellung der Virginia Woolf.
Der Film erhielt sieben Golden-Globe-Nominierungen. Er erhielt den Preis in der Kategorie „Bester Film (Drama)“ und Nicole Kidman für die „Beste weibliche Hauptrolle“. Der Soundtrack zum Film wurde für einen Grammy Award und zwei World Soundtrack Awards nominiert.
Bei der Berlinale 2003 erhielten Nicole Kidman, Julianne Moore und Meryl Streep den Silbernen Bären für die beste schauspielerische Leistung im Wettbewerb. Ebenfalls wurde das Werk mit dem Leserpreis der Berliner Morgenpost ausgezeichnet.
Die Deutsche Film- und Medienbewertung FBW in Wiesbaden verlieh dem Film das Prädikat besonders wertvoll.